# Agustina de Aragón

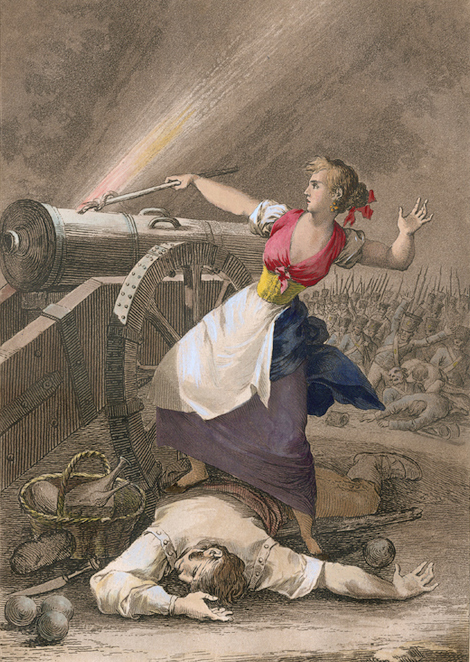
Agustina von Saragossa

Agustina Raimunda Maria Saragossa i Domènech (geboren vermutlich am 4. März 1786, Geburtsort umstritten; gestorben am 29. Mai 1857 in Ceuta), genannt Agustina de Aragón oder auch Agostina von Saragossa, war eine spanische Unabhängigkeitskämpferin während der Napoleonischen Besatzungszeit. Sie focht zuerst als Zivilistin und wurde später in die Spanische Armee aufgenommen. Sie wurde zu einer Symbolfigur für den spanischen Freiheitskampf und diente als Motiv für Maler und Literaten.

## Belagerung von Saragossa

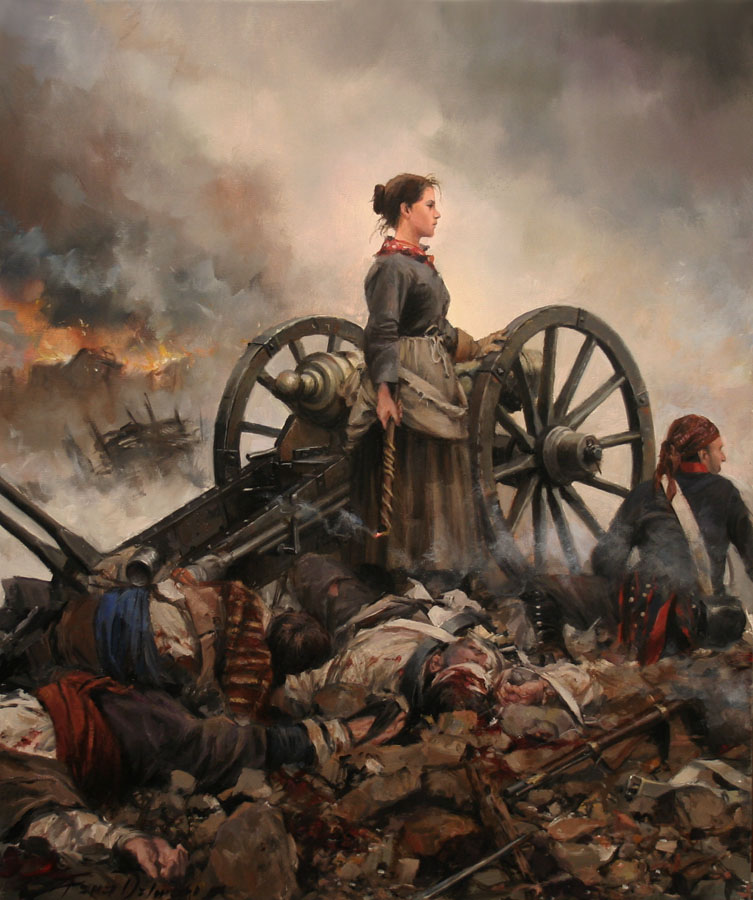
Agustina de Aragón (2012), von Augusto Ferrer-Dalmau

Während des ersten Tags der Belagerung von Saragossa trug die junge Frau Proviant zu einer Geschützbatterie, die das Stadttor deckte. Alle Verteidiger in der Schlüsselstellung waren bereits gefallen oder hatten ihre Posten aufgrund der schweren Verluste aufgegeben. Trotz der Nähe feindlicher Truppen eilte Agustina zu einem Geschütz und feuerte es aus unmittelbarer Nähe auf die vorrückenden Franzosen ab.
Diese fürchteten einen Hinterhalt und formierten sich neu, was den Verteidigern die Gelegenheit gab, die bereits verloren geglaubte Stellung wieder mit neuem Abwehrwillen zu bemannen und den Kampf fortzusetzen. Nach der Schlacht anerkannte auch der spanische General Palafox den Heldenmut der Zivilistin.
Unter Palafox hielten die Spanier die Stadt noch weitere 61 Tage, bis die Franzosen sich am 14. August zurückzogen und erst im Folgejahr die Stadt einnahmen.

## Weiteres Leben
Nach dem Tod ihres Mannes in Gefangenschaft floh Agustina aus Saragossa und führte den Widerstandskampf weiter. Dabei erhielt ihre Rebellengruppe Unterstützung von Herzog Wellington, und sie wurde in den Rang eines Offiziers erhoben. Ihre Beteiligung in der Schlacht von Vitoria wurde durch General Pablo Morillo anerkannt, sie soll dabei sogar eine Geschützstellung kommandiert haben. Der Historiker Nick Lipscombe verneint letzteres.
Nach dem Krieg heiratete sie erneut und starb im Alter von 71 Jahren in Ceuta als respektierte Kriegsheldin.